# 사형수 오휘웅 이야기
1974년, 대한민국 인천시에서 발생한 살인 사건. 사건의 진위에 대해서 논란이 있었던 사건이었다.
1974년 12월 30일 오후 10시 40분여경, 인천 모처에서 쌀가게를 운영하고 있던 두이분이란 여성이 자신의 가게 앞 식당 여주인에게 집에 같이 가달라고 부탁하면서부터 사건은 시작되었다. 두이분은 2시간여 전에 자신의 가게 앞 식당 여주인에게 자신의 가게 앞을 봐달라고 부탁하고 나갔었다고 한다. 그런데 두이분이 가게를 나가기 전에 분명 가게 문을 잠그고 갔는데, 돌아 와보니 가게가 열려 있었다고 한다.
두이분와 여주인이 같이 두이분의 가게 안으로 들어가 두이분의 남편과 두 아이가 있는 가게 안쪽방으로 들어가 보니 놀랍게도 남편과 두 아이는 싸늘한 시신으로 발견되었다. 놀란 식당 여주인은 자신의 남편을 불렀고 두이분은 놀라서 실신했다고 한다. 식당 여주인의 남편은 처음 두이분의 남편과 아이들이 쓰러져 있는걸 보고 연탄가스 중독이라 생각해 아이들의 시체를 밖으로 옮기고, 두이분 남편의 시체도 옮기려던 중 두이분 남편의 목에 스카프와 넥타이가 매어져있는 것을 발견했다. 하지만 그때는 이것의 의미를 몰랐고 결국 이 때 저지른 사건 현장의 훼손은 사건의 진상을 밝히는데 큰 어려움을 낳는 결과를 초래했다.
처음에는 신변을 비관한 남편이 아이들을 죽이고 자신도 자살한 사건이라 여겨졌다. 두이분의 진술에 의하면 남편은 어떤 사람에게 20만원을 빌려줬다가 받지 못하는 사기를 당해 크게 상심해있었고 부인이 종교집회에 나가서 부부간의 갈등도 커진 터에 일을 저질렀다는것. 경찰은 이웃들의 진술 등을 토대로 남편의 자살로 사건을 마무리지으려 했다.
그러나 변사보고서가 검찰에 올라갔고 이를 검토하던 검사는 자살이라고 보기엔 석연치 않은 점들을 발견했다. 부검 결과 아이들의 목에서는 노끈이 발견되어서 아이들은 노끈으로 살해당한 게 틀림없었으나, 문제는 남편의 시신이었다. 남편의 시신에서는 얼굴에 손톱자국이 나있었고, 목에는 조른 흔적과 더불어 칼로 목을 그은 흔적이 발견되었던 것이다. 경찰은 이를 자살의 증거로 판단했으나, 검사가 보기에는 굳이 아이들을 죽이고 자살할 거면 칼만 써도 될 것을 왜 목에 넥타이와 스카프를 두르고 있었다는 건지 이해할 수 없었던 것. 게다가 죽은 남편의 얼굴에서 손톱자국이 발견된 것도 이상한 일이었다. 이는 달리 보면 누군가에 의해 남편이 타살되었다는 것으로도 해석이 가능했다는 이야기였다.
이에 검찰은 다시 사건을 면밀히 수사하기 시작했다. 탐문수사 중 두이분이 어떤 남성과 자주 만나는 것을 봤다는 동네 주민의 진술이 나오면서 사건의 전개는 급전환을 맞이했다. 조사 결과 두이분이 만났다는 남성은 두이분이 종교 모임에서 알게 된 오휘웅이란 사람으로 밝혀졌다. 오휘웅과 두이분은 경찰에 가서 조사를 받게 되었고 결국 두 사람은 범행을 시인하게 된다.
오휘웅과 두이분은 종교 모임을 통해 알게 되었고, 자주 만나면서 친분이 두터워졌다. 두이분은 평소 남편에게 불만이 많던 차에 종교 모임에 나가면서부터 불화가 심해졌고, 남편보다 상냥하고 친절한 오휘웅에게 빠져들게 되었다고 한다. 오휘웅도 두이분에게 마음이 끌리면서 둘은 불륜관계에 이르게 되었다. 두이분은 남편과 이혼하고 오휘웅와 재혼하기를 원했으나, 남편이 이혼을 쉽게 허락하려 하지 않을 듯 하자 결국 남편과 아이들을 죽이고 오휘웅에게 가기로 결심했다는 것.
사건 당일 두이분은 아티반이라는 신경안정제를 몰래 구입해서 음료수에 이를 몰래 탄 뒤 남편과 아이들에게 먹게 했다. 아티반의 효과 때문에 남편과 아이들은 깊이 잠에 빠져들었다. 8시 20분 경, 오휘웅이 두이분의 가게에 찾아왔고 두이분은 오휘웅에게 남편과 아이들을 살해해달라고 부탁했으며, 술에 약간 취한 상태였던 오휘웅은 충동적으로 방에 들어가 살해도구로 쓸 만한 것을 찾아서 두이분 남편의 목에 넥타이와 스카프를 둘러 목을 조르고 두이분 남편이 버둥거리자 칼로 두이분 남편을 살해했다. 이후 노끈으로 두 아이들까지 살해하고 오휘웅은 두이분의 가게를 나섰다.
두이분은 자신의 가게 맞은편의 식당 여주인에게 자신의 가게를 봐달라고 부탁한 뒤에 2시간여 정도 밖에 나갔다가 돌아와서 사건 현장을 발견하고 혼절한 척 연기를 해 사건을 위장하려 했다고 한다.
1975년 3월 20일, 인천지방법원에서 두이분와 오휘웅의 첫 공판이 열렸다. 그런데 오휘웅은 재판정에서 자신은 두이분의 남편과 아이들을 죽이지 않았다고 진술을 번복해 파장을 일으켰다.
두이분와 오휘웅의 진술 중 오휘웅이 두이분의 가게에 찾아간 것은 두 사람의 진술이 일치했지만, 오휘웅은 잠시 안부를 묻고 나서 자신의 집에서 종교모임이 있기 때문에 바로 가게를 나섰다고 주장했다. 두이분의 가게에서 오휘웅의 집까지는 약 10분여 거리였는데 오휘웅와 모임을 같이하던 종교모임 사람들의 진술에 의하면 오휘웅은 이날 8시 35분경에 집에 왔다는 것이다. 만약 오휘웅이 범인이라면 이게 가능하겠느냐는 반론이 나왔다.
또한, 오휘웅이 범인이라는 명확한 물적 증거가 없었다. 진술대로라면 오휘웅이 방안에 들어가서 살해 도구를 찾고 두이분 남편과 아이들을 살해하는 과정에서 지문이 묻거나 혈흔이 묻는 게 자연스러울 텐데 오휘웅에게서는 전혀 그런 흔적이 없었을 뿐더러 오휘웅의 지문이나 흔적이 사건 현장에서 전혀 발견되지 않았다는 것. 검찰은 오휘웅의 직업상 장갑을 끼고 범행을 저질렀을 거라 주장했으나 문제는 두이분 남편의 얼굴에 남은 손톱자국이었다. 만약 오휘웅이 장갑을 끼고 범행을 했다면 두이분 남편 얼굴에 손톱자국이 남을 수 없게 된다.
사건 현장을 처음 발견한 식당 여주인은 두이분이 8시 40여분 경에 자신에게 찾아와서 뜬금없이 여기서 우리 가게가 잘 보이느냐라고 물었고 자신의 가게를 봐달라고 부탁했으며 그 당시 두이분의 손에 핏자국이 있었다라고 진술했다. 이 진술대로라면 범행은 오히려 두이분이 저질렀을 개연성이 더 커보였다. 더욱이 사건 전에 두이분 남편이 20만원을 사기당했다는 이야기도 두이분이 일부러 퍼뜨린 소문으로 드러났다. 두이분은 종교 활동에 열심이라 이웃들과 소통이 별로 없었는데 사건이 일어나기 보름여 전에 남편이 20만원을 사기당했다고 말하고 다녔다는 것. 이로 미루어보면 두이분은 사전에 치밀하게 범행을 준비했을 가능성이 커보였다. 문제는 오휘웅의 진술에 의하면 오휘웅이 두이분의 가게를 찾아왔을 때 왜 종교모임에 가지 않았냐고 묻자 두이분이 남편이 20만원을 빌려준 사람이 오기로 해서 기다리고 있다라고 대답했다는 것. 만약 오휘웅이 공범이라면 굳이 공범에게까지 있지도 않은 일을 거짓말 하겠느냐는 지적이 나왔다. 더욱 이상한 것은, 두이분이 그렇게 치밀하게 거짓 소문을 퍼뜨리고 아티반으로 남편과 아이들을 잠재우기까지 했다면서 정작 살해는 오휘웅이 찾아오자 오휘웅에게 부탁했고 오휘웅은 충동적으로 사건을 저질렀다는 것. 이는 상식적으로 생각할 때 이상하기 짝이 없어보였다.
이러던 차에 두이분은 구치소 안에서 자살해버렸다. 두이분의 자살은 오휘웅에게 불리하게 작용했다. 둘이 함께 범행을 저질러놓고 오휘웅이 혼자 빠져나가려고 하자 분함을 견디지 못해 자살한 게 아니냐는 이야기가 나왔던 것.
결국 판사들도 두이분의 자살을 중요하게 판단했다. 1975년 6월의 결심 공판에서 재판부는 오휘웅의 범행을 입증할 물적 증거가 없고 오직 진술뿐이라 진실성을 판단하기 어려우나, 두이분이 자살까지 하면서 오휘웅의 공범을 주장한 것을 거짓이라 판단하기 힘들고, 여성이 과연 세 사람을 살해할 수 있겠는가라는 의심이 든다는 이유로 오휘웅이 범인인 것으로 판단된다 하여 사형을 판결했다. 다만 재판부도 고민이 많았는지, 오휘웅이 고등법원에 항소하자 고등법원 재판부에게 잘 살펴달라고 당부했었다고 한다.
'의심스러운 때는 피고인의 이익으로', '무죄추정의 원칙'에 비춰보면, 오휘웅이 살인에 가담했다는 직접적 증거는 없고, 검증현장에서 장갑을 끼지 않은 맨손으로 검증한 것은 당연히 지문이 검출될 상황인데 검출이 안되었다면 살인에 가담하지는 않고 공모만 했다거나 아예 무죄로 판단되었어야 맞다고 보이고, 1심 재판부의 관계자가 고등법원 재판부에게 '잘 살펴달라고 당부했었다.'는 것은 생명을 박탈하는 사형이 집행되던 시기에 너무 무책임한 모습이며, '법관은 오로지 판결로 말한다.'는 격언에 비춰보면 '무죄'로 판단하는 것이 당연했다고 보인다.
그러나 상급심에서도 오휘웅에 대한 판결은 뒤집어지지 않았다. 두이분의 자살이 결정적 증거라는 논거는 그대로 유지되어서 1976년 2월 24일, 대법원은 오휘웅에게 상고 기각 판결을 내렸다. 이는 오휘웅의 사형이 확정되었다는 의미였다. 이런 사건이 2010년대에 일어났다면 정황 증거를 강하게 인정하지 않는 최근 경향(사형 판결을 내리지 않고 내리더라도 형 집행은 하지 않는 상태)이나 공판중심주의(법관이 공판심리에 의해서만 유죄의 심증을 형성하여야 한다는 원칙이다. 형사재판에서 모든 증거자료를 공판에 집중시켜 공판정에서 형성된 심증만을 토대로 사안의 실체를 파악하여 심판하는 원칙으로 서류에 의한 심판이 아니라 법정에서 법관(혹은 배심원)이 직접 보고 듣고 물어보면서 실체적 진실을 찾아야한다는 논리)로의 제도적 개선 등으로 보아 사형까지는 선고되지 않았을 가능성은 물론 사형이 집행되지 않았을 가능성이 높다.
오휘웅은 대법원에서 사형확정 후에도 여섯차례나 재심을 청구했다고 하지만, 변호사가 없이 기결수로서 청구한 재심과 이미 1심에서 자백하였던 경찰신문조서가 있었기 때문에 고문 등에 의한 허위자백을 주장한 것이 받아들여지지 않은 것으로 보이고, 같이 기소되었던 피고인 두이분이 형확정 이전에 구치소에서 자살하여 실체적 진실을 입증하기가 어려운 것이 원인으로 보이며, 재심사건 전문으로 이름을 알리고 있는 박준영 변호사가 유족을 찾는 유투브 영상을 제작하여 올린데 이어, 서울방송(SBS) '꼬리에 꼬리를 무는 그날 이야기'에 제보하고, 동 방송에서는 제183회 방송(2025년 7월 10일)에서 유족을 찾으면서, 어렵게 장애가 있는 친동생을 찾게 되었고, 유족의 권한으로 박준영 변호사에게 재심을 의뢰하는 영상이 소개되었다. https://www.joongangenews.com/news/articleView.html?idxno=434270
1979년 9월 13일, 오휘웅의 사형이 집행됐다. 오휘웅은 사형 집행 전까지도 무죄를 주장하며 자신의 혐의를 인정하지 않았고, 만나는 사람마다 자신의 억울함을 호소했다고 한다. 심지어 본래 자신이 믿던 일련정종도 버리고 개신교로 개종해 구치소 목사에게 세례까지 받았다고 한다.